# 胡魁
胡魁（1497年—？），字應辰，號西源，四川卭州蒲江縣人，民籍，行二，治《詩經》，國子生，明朝政司人物。

## 生平
嘉靖元年（1522年）壬午科四川鄉試第五十八名舉人，年三十六歲中式嘉靖十一年（1532年）壬辰科會試第七十八名，第三甲第七十一名進士。觀禮部政，授行人司行人，卒于官。

## 家族
曾祖胡志先；祖胡鼎；父胡伯琯；母劉氏；繼母邵氏。慈侍下。